# Йосип Іличич
Йосип Іличич (словен. Josip Iličič, нар. 29 січня 1988, Прієдор) — словенський футболіст, півзахисник, відомий виступами за низку італійських клубних команд, а також за національну збірну Словенії.

## Клубна кар'єра
Народився 29 січня 1988 року в Прієдорі. Вихованець юнацьких команд футбольних клубів «Триглав» та «Бритоф».
У дорослому футболі дебютував 2007 року виступами за команду клубу «Боніфіка», в якій провів один сезон, взявши участь у 24 матчах чемпіонату. 
Згодом з 2008 по 2010 рік продовжував виступати на батьківщині, грав у складі команд «Інтерблок» та «Марибор».
Своєю грою за останню команду привернув увагу представників тренерського штабу італійського «Палермо», до складу якого приєднався 2010 року. Відіграв за клуб зі столиці Сицилії наступні три сезони своєї ігрової кар'єри. Більшість часу, проведеного у складі «Палермо», був основним гравцем команди.
Влітку 2013 року перейшов до «Фіорентини» за орієнтовні 9 мільйонів євро. Відіграв за команду чотири сезони, взявши участь у понад 100 іграх найвищого італійського дивізіону.
5 липня 2017 року, після того як не отримав пропозицій від «Фіорентини» щодо подовження контракту, погодився на перехід до «Аталанти», якій трансфер обійшовся у 5,5 мільйонів євро. У новій команді відразу став гравцем основного складу, протягом перших трьох років відзначався щонайменше 10-ма голами в іграх Серії A за сезон. Згодом результативність словенця зменшилася, проте він залишався важливою фігурою в тактичних побудовах команди з Бергамо. 31 серпня 2022 було оголошено про розірвання контракту Іличича із клубом, у складі якого він протягом п'яти сезонів взяв участь у 172 іграх усіх турнірів і забив 60 голів.

## Виступи за збірні
2009 року залучався до складу молодіжної збірної Словенії. На молодіжному рівні зіграв у 5 офіційних матчах.
2010 року дебютував в офіційних матчах у складі національної збірної Словенії, де швидко став важливим виконавцем в атакувальній ланці.
| Дата       | Місто                  | Господарі          | Результат | Гості              | Турнір                               | Голи | Примітки   |
| ---------- | ---------------------- | ------------------ | --------- | ------------------ | ------------------------------------ | ---- | ---------- |
| 11-08-2010 | Любляна                | Словенія           | 2 – 0     | Австралія          | товариський матч                     | -    | 68'        |
| 03-09-2010 | Марибор                | Словенія           | 0 – 1     | Північна Ірландія  | Відбір до ЧЄ 2012                    | -    | 74'        |
| 07-09-2010 | Белград                | Сербія             | 1 – 1     | Словенія           | Відбір до ЧЄ 2012                    | -    | 78'        |
| 08-10-2010 | Марибор                | Словенія           | 5 – 1     | Фарерські острови  | Відбір до ЧЄ 2012                    | -    |            |
| 12-10-2010 | Таллінн                | Естонія            | 0 – 1     | Словенія           | Відбір до ЧЄ 2012                    | -    | 67'        |
| 17-11-2010 | Копер                  | Словенія           | 1 – 2     | Грузія             | товариський матч                     | -    | 46' 88'    |
| 09-02-2011 | Тирана                 | Албанія            | 1 – 2     | Словенія           | товариський матч                     | -    | 58'        |
| 25-03-2011 | Любляна                | Словенія           | 0 – 1     | Італія             | Відбір до ЧЄ 2012                    | -    | 74'        |
| 29-03-2011 | Белфаст                | Північна Ірландія  | 0 – 0     | Словенія           | Відбір до ЧЄ 2012                    | -    | 29'        |
| 03-06-2011 | Тофтір                 | Фарерські острови  | 0 – 2     | Словенія           | Відбір до ЧЄ 2012                    | -    |            |
| 10-08-2011 | Любляна                | Словенія           | 0 – 0     | Бельгія            | товариський матч                     | -    | 57'        |
| 02-09-2011 | Любляна                | Словенія           | 1 – 2     | Естонія            | Відбір до ЧЄ 2012                    | -    | 81'        |
| 06-09-2011 | Флоренція              | Італія             | 1 – 0     | Словенія           | Відбір до ЧЄ 2012                    | -    | 56' 92'    |
| 15-11-2011 | Любляна                | Словенія           | 2 – 3     | США                | товариський матч                     | -    | 46'        |
| 29-02-2012 | Копер                  | Словенія           | 1 – 1     | Шотландія          | товариський матч                     | -    | 68'        |
| 26-05-2012 | Куфштайн               | Греція             | 1 – 1     | Словенія           | товариський матч                     | -    | 66'        |
| 15-08-2012 | Любляна                | Словенія           | 4 – 3     | Румунія            | товариський матч                     | -    | 72'        |
| 07-09-2012 | Любляна                | Словенія           | 0 – 2     | Швейцарія          | Відбір до ЧС 2014                    | -    | 61' 83'    |
| 11-09-2012 | Осло                   | Норвегія           | 2 – 1     | Словенія           | Відбір до ЧС 2014                    | -    |            |
| 12-10-2012 | Марибор                | Словенія           | 2 – 1     | Кіпр               | Відбір до ЧС 2014                    | -    | 84'        |
| 16-10-2012 | Тирана                 | Албанія            | 1 – 0     | Словенія           | Відбір до ЧС 2014                    | -    | 38' 73'    |
| 14-11-2012 | Скоп'є                 | Північна Македонія | 3 – 2     | Словенія           | товариський матч                     | -    | 75'        |
| 10-09-2013 | Нікосія                | Кіпр               | 0 – 2     | Словенія           | Відбір до ЧС 2014                    | 1    | 59'        |
| 05-03-2014 | Бліда                  | Алжир              | 2 – 0     | Словенія           | товариський матч                     | -    | 58'        |
| 04-06-2014 | Монтевідео             | Уругвай            | 2 – 0     | Словенія           | товариський матч                     | -    | 75'        |
| 07-06-2014 | Ла-Плата               | Аргентина          | 2 – 0     | Словенія           | товариський матч                     | -    | 46'        |
| 08-09-2014 | Таллінн                | Естонія            | 1 – 0     | Словенія           | Відбір до ЧЄ 2016                    | -    | 62'        |
| 27-3-2015  | Любляна                | Словенія           | 6 – 0     | Сан-Марино         | Відбір до ЧЄ 2016                    | 1    | 72'        |
| 14-6-2015  | Любляна                | Словенія           | 2 – 3     | Англія             | Відбір до ЧЄ 2016                    | -    | 61'        |
| 5-9-2015   | Базель                 | Швейцарія          | 3 – 2     | Словенія           | Відбір до ЧЄ 2016                    | -    | 88'        |
| 8-9-2015   | Марибор                | Словенія           | 1 – 0     | Естонія            | Відбір до ЧЄ 2016                    | -    |            |
| 9-10-2015  | Любляна                | Словенія           | 1 – 1     | Литва              | Відбір до ЧЄ 2016                    | -    | 90+4'      |
| 12-10-2015 | Серравалле             | Сан-Марино         | 0 – 2     | Словенія           | Відбір до ЧЄ 2016                    | -    | 34' 46'    |
| 14-11-2015 | Львів                  | Україна            | 2 – 0     | Словенія           | Відбір до ЧЄ 2016                    | -    | 63'        |
| 17-11-2015 | Марибор                | Словенія           | 1 – 1     | Україна            | Відбір до ЧЄ 2016                    | -    | 67'        |
| 23-3-2016  | Копер                  | Словенія           | 1 – 0     | Північна Македонія | товариський матч                     | -    | 46'        |
| 28-3-2016  | Белфаст                | Північна Ірландія  | 1 – 0     | Словенія           | товариський матч                     | -    | 46'        |
| 30-5-2016  | Мальме                 | Швеція             | 0 – 0     | Словенія           | товариський матч                     | -    | 90'        |
| 5-6-2016   | Любляна                | Словенія           | 0 – 1     | Туреччина          | товариський матч                     | -    | 77'        |
| 4-9-2016   | Вільнюс                | Литва              | 2 – 2     | Словенія           | Відбір до ЧС 2018                    | -    | 46'        |
| 8-10-2016  | Любляна                | Словенія           | 1 – 0     | Словаччина         | Відбір до ЧС 2018                    | -    |            |
| 11-10-2016 | Любляна                | Словенія           | 0 – 0     | Англія             | Відбір до ЧС 2018                    | -    |            |
| 11-11-2016 | Та-Калі                | Мальта             | 0 – 1     | Словенія           | Відбір до ЧС 2018                    | -    |            |
| 14-11-2016 | Вроцлав                | Польща             | 1 – 1     | Словенія           | товариський матч                     | -    | 53'        |
| 26-3-2017  | Глазго                 | Шотландія          | 1 – 0     | Словенія           | Відбір до ЧС 2018                    | -    |            |
| 10-6-2017  | Любляна                | Словенія           | 2 – 0     | Мальта             | Відбір до ЧС 2018                    | 1    |            |
| 1-9-2017   | Трнава                 | Словаччина         | 1 – 0     | Словенія           | Відбір до ЧС 2018                    | -    |            |
| 4-9-2017   | Любляна                | Словенія           | 4 – 0     | Литва              | Відбір до ЧС 2018                    | 2    | 85'        |
| 5-10-2017  | Лондон                 | Англія             | 1 – 0     | Словенія           | Відбір до ЧС 2018                    | -    |            |
| 8-10-2017  | Любляна                | Словенія           | 2 – 2     | Шотландія          | Відбір до ЧС 2018                    | -    |            |
| 23-3-2018  | Клагенфурт-ам-Вертерзе | Австрія            | 3 – 0     | Словенія           | товариський матч                     | -    | 66' 77'    |
| 27-3-2018  | Любляна                | Словенія           | 0 – 2     | Білорусь           | товариський матч                     | -    | 46'        |
| 13-10-2018 | Осло                   | Норвегія           | 1 – 0     | Словенія           | Ліга націй УЄФА 2018-2019 - 1-й етап | -    | 61'        |
| 16-10-2018 | Любляна                | Словенія           | 1 – 1     | Кіпр               | Ліга націй УЄФА 2018-2019 - 1-й етап | -    | 1', 90'    |
| 19-11-2018 | Софія (місто)          | Болгарія           | 1 – 1     | Словенія           | Ліга націй УЄФА 2018-2019 - 1-й етап | -    | кап.       |
| 21-3-2019  | Хайфа                  | Ізраїль            | 1 – 1     | Словенія           | Відбір до ЧЄ 2020                    | -    |            |
| 24-3-2019  | Любляна                | Словенія           | 1 – 1     | Північна Македонія | Відбір до ЧЄ 2020                    | -    | 19'        |
| 7-6-2019   | Відень                 | Австрія            | 1 – 0     | Словенія           | Відбір до ЧЄ 2020                    | -    |            |
| 10-6-2019  | Рига                   | Латвія             | 0 – 5     | Словенія           | Відбір до ЧЄ 2020                    | 2    |            |
| 6-9-2019   | Любляна                | Словенія           | 2 – 0     | Польща             | Відбір до ЧЄ 2020                    | -    |            |
| 9-9-2019   | Любляна                | Словенія           | 3 – 2     | Ізраїль            | Відбір до ЧЄ 2020                    | -    | 58'        |
| 10-10-2019 | Скоп'є                 | Північна Македонія | 2 – 1     | Словенія           | Відбір до ЧЄ 2020                    | 1    |            |
| 13-10-2019 | Любляна                | Словенія           | 0 – 1     | Австрія            | Відбір до ЧЄ 2020                    | -    |            |
| 16-11-2019 | Любляна                | Словенія           | 1 – 0     | Латвія             | Відбір до ЧЄ 2020                    | -    |            |
| 19-11-2019 | Варшава                | Польща             | 3 – 2     | Словенія           | Відбір до ЧЄ 2020                    | 1    |            |
| 11-11-2020 | Любляна                | Словенія           | 0 – 0     | Азербайджан        | товариський матч                     | -    | кап. 66'   |
| 15-11-2020 | Любляна                | Словенія           | 2 – 1     | Косово             | Ліга націй УЄФА 2020-2021 - 1-й етап | 1    | кап. 90+6' |
| 18-11-2020 | Афіни                  | Греція             | 0 – 0     | Словенія           | Ліга націй УЄФА 2020-2021 - 1-й етап | -    | 56' 90+2'  |
| 24-3-2021  | Любляна                | Словенія           | 1 – 0     | Хорватія           | Відбір до ЧС 2022                    | -    | 87'        |
| 27-3-2021  | Сочі                   | Росія              | 2 – 1     | Словенія           | Відбір до ЧС 2022                    | 1    |            |
| 30-3-2021  | Строволос              | Кіпр               | 1 – 0     | Словенія           | Відбір до ЧС 2022                    | -    | 38'        |
| 1-6-2021   | Скоп'є                 | Північна Македонія | 1 – 1     | Словенія           | товариський матч                     | -    | 62'        |
| 4-6-2021   | Копер                  | Словенія           | 6 – 0     | Гібралтар          | товариський матч                     | 2    | кап.       |
| 1-9-2021   | Любляна                | Словенія           | 1 – 1     | Словаччина         | Відбір до ЧС 2022                    | -    | 66'        |
| 7-9-2021   | Спліт                  | Хорватія           | 3 – 0     | Словенія           | Відбір до ЧС 2022                    | -    | 54'        |
| 8-10-2021  | Та-Калі                | Мальта             | 0 – 4     | Словенія           | Відбір до ЧС 2022                    | 2    | 72'        |
| 11-10-2021 | Марибор                | Словенія           | 1 – 2     | Росія              | Відбір до ЧС 2022                    | 1    |            |
| 11-11-2021 | Трнава                 | Словаччина         | 2 – 2     | Словенія           | Відбір до ЧС 2022                    | -    | 85'        |
| 14-11-2021 | Любляна                | Словенія           | 2 – 1     | Кіпр               | Відбір до ЧС 2022                    | -    |            |
| Усього     |                        | Матчів (7 місце)   | 79        |                    | Голів (3 місце)                      | 16   |            |

## Титули і досягнення
- Володар Кубка Словенії (1):

«Інтерблок»:  2008–09